# مرا ببوس
مرا ببوس نام تصنیفی است با شعری از حیدر رقابی و آهنگی از مجید وفادار که ابتدا توسط خواننده‌ای به نام «پروانه» اجرا شد؛ اما با بازخوانی حسن گل‌نراقی معروف و جاودانه گشت. این تصنیف در آواز اصفهان، همراه با ویولن پرویز یاحقی و پیانوی مشیر همایون شهردار از ترانه‌های ماندگار موسیقی ایرانی است.
شعر «مرا ببوس» در مجموعه شعری از حیدر رقابی به نام «آسمان اشک» در سال ۱۳۲۹ در انتشارات امیرکبیر به چاپ رسید. در سال ۱۳۳۵ در فیلم اتهام با صدای خواننده ای به نام «پروانه» به اجرا درآمد که مورد توجه قرار نگرفت. سپس در سال‌های پس از کودتای ۲۸ مرداد، برای نخستین بار از رادیو ایران با نام مستعار خواننده پخش شد.
پس از کودتای ۲۸ مرداد در رادیو ایران، برنامه «شما و رادیو»، به گویندگی کمال مستجاب‌الدعوه پخش می‌شد. پیش از پخش ترانه، «مستجاب‌الدعوه» اعلام کرد: «این تصنیف در یک محفل خصوصی ضبط شده، که به‌دلیل جذابیت خاص آن به پخش آن مبادرت می‌ورزیم.» منظور از «محفل خصوصی»، همان جلسهٔ ضبط این ترانه با صدای گل‌نراقی در استودیوی شماره ۸ رادیو تهران بود.
البته خوانندگان مختلفی از جمله علیرضا حسین خانی خواننده و کمانچه نواز لُر نیز این اثر را در دهه ۴۰ نیز اجرا کرده‌است.
این تصنیف به عنوان ترانه قهرمانی، سرود آخرین ساعات پیش از اعدام، فریاد علیه کودتا و اختناق در تاریخ ایران ماندگار شده‌است. عبدالرحیم جعفری ادعا می‌کند که این شعر را حیدر رقابی برای دختری که دوست داشته سروده و سرایش آن ارتباطی با اعدام سرهنگ سیامک ندارد.
به گفتهٔ افرادی مثل علی تجویدی، پرویز یاحقی و عزیز معتضدی موسیقی این ترانه برگرفته از یک نغمهٔ قدیمی یونانی است.

## باورهای مختلف
در مورد ساخت و سروده شدن این ترانه باورهای مختلفی وجود دارد به عنوان نمونه «پرویز خطیبی» نمایشنامه‌نویس، طنز پرداز و برنامه‌ساز معروف رادیو ایران، در مجموعه خاطرات خود از جمع هنرمندان که در کتابی با عنوان «خاطراتی از هنرمندان» به چاپ رسیده، دربارهٔ ضبط ترانهٔ «مرا ببوس» می‌نویسد:
«... یک روز که اعضای ارکستر بزرگ رادیو در استودیو شماره ۸ جمع شده بودند و انتظار روح‌الله خالقی را می‌کشیدند، حسن گل‌نراقی به دیدار پرویز یاحقی آمد. حسن فرزند یکی از تجار معتبر بازار بود که با اکثر هنرمندان دوستی و رفاقت داشت… او را به استودیو راهنمایی می‌کنند، در آنجا پرویز یاحقی با ویولن، و یکی از نوازندگان با پیانو مشغول نواختن آهنگ مرا ببوس بودند. پرویز که چشمش به گل‌نراقی می‌افتد، می‌گوید: به این آهنگ گوش بده! گل‌نراقی یکی دو بار به آهنگ گوش می‌دهد و آن را زیر لب زمزمه می‌کند و در این ضمن مسئول ضبط برنامه موسیقی که پشت دستگاه نشسته بود، دستگاه را به راه می‌اندازد و این قطعه را بی‌آنکه کسی متوجه شود، ضبط می‌کند. گل‌نراقی به دنبال کار خودش می‌رود و مسئول ضبط، نوار ضبط شده را از طریق رئیس وقت رادیو برای معینیان، سرپرست انتشارات رادیو می‌فرستد. وقتی معینیان و سایر مسئولان به نوار گوش می‌دهند، تصمیم می‌گیرند که آن را پخش کنند و ماجرا را با پرویز یاحقی در میان می‌گذارند. پرویز می‌گوید، این کار برای گل‌نراقی گران تمام می‌شود، زیرا او از یک خانواده سرشناس مذهبی است، و پدرش با کارهای هنری به شدت مخالف است. قرار می‌شود گل‌نراقی را به اداره رادیو دعوت کنند و موضوع را با خودش در میان بگذارند. گل‌نراقی می‌آید و گفته‌های پرویز یاحقی را تأیید می‌کند، ولی به علت اصرار دوستان قبول می‌کند نوار بدون ذکر نام، و با نام مستعار خواننده ناشناس پخش شود…»
این مطالب در «روزنامه شرق»، چاپ می‌شود، بی‌آنکه صحت و سقم این روایت که بیشتر به داستان‌های سردستی پلیسی می‌ماند را در همان تهران، از «پرویز یاحقی» جویا شود.
از چگونگی ضبط این ترانه، در کتاب خاطرات هنری «اسماعیل نواب صفا» ترانه‌سرای معاصر که با نام «قصهٔ شمع» انتشار یافته، روایت دیگری می‌خوانیم. او به نقل از «عباس فروتن» که در سال ۱۳۳۶، تنظیم برنامهٔ «شما و رادیو» را که روزهای جمعه از رادیو پخش می‌شد عهده‌دار بود، می‌نویسد:
«... روزی آقای مهدی سهیلی که با آقای گل‌نراقی دوست بود، ایشان را نزد من آورد و اظهار داشت، آهنگ جالبی آقای مجید وفادار ساخته که شعر آن از آقای حیدر رقابی می‌باشد و آقای گل‌نراقی آن را به‌خوبی اجرا می‌کند، وقتی آن را خواندند، متوجه شدم که کار تازه و بسیار جالبی است و برای پخش در برنامه شما و رادیو خیلی تناسب دارد. آقای وفادار حضور نداشت؛ ولی آقایان مشیر همایون و پرویز یاحقی حاضر بودند. پس از تمرین، آقای گل‌نراقی همراه با پیانوی مشیر همایون، و ویولن یاحقی برای نخستین بار اجرا کرد و روز جمعه از رادیو پخش شد و مورد استقبال فراوان قرار گرفت…»
ترانهٔ «مرا ببوس» با صدای «گل‌نراقی»، ضبط و اجرائی دوباره نشد. هر چه بود و هست، همه از همان نسخه‌ای است که در استودیوی شماره هشت رادیو ایران، در میدان ارک تهران ضبط شده.
در همان ایام، مردم گفتند و باور کردند که شعر این ترانهٔ غمگین و در عین حال شورانگیز را سرهنگ ژاندارمری «عزت‌الله سیامک»، از رهبران سازمان نظامی حزب توده ایران، پیش از اعدام در ۲۷ مهر ماه ۱۳۳۳ در زندان و در وصف سرنوشت غم‌انگیز افسرانی که اعدام می‌شدند، سروده‌است.
عده‌ای نیز بر این تصور بودند که این ترانه را سرهنگ دوم توپخانه «محمدعلی مبشری» عضو دیگری از رهبری این سازمان، در وصف «سرهنگ سیامک» در آخرین دیدار خود با دخترش در شب قبل از اعدام سروده‌است. گرچه بعدها «گل‌نراقی» خوانندهٔ این ترانه، در مصاحبه‌ای با «ایرج طبیبی گیلانی» در مجلهٔ «روشنفکر»، در پی تکذیب این موضوع، برای اولین بار اعلام کرد که شاعر این ترانه «حیدر رقابی» از استادان رشتهٔ ادبیات دانشگاه تهران است.
در دانشنامه ایرانیکا آمده: هنگامی که رقابی پیش از خروج از کشور دوست خود وفادار را برای آخرین بار دید وفادار از او خواست شعری برای موسیقی که اخیراً ساخته بنویسد. رقابی شروع به نوشتن کرد و وعده داد قبل از خروج از کشور آن را به پایان برساند. پس از آن که واپسین شب را با دوست دختر خود به صبح رساند، از فرودگاه زنگ زد و شعری که سروده بود را برای وفادار دیکته کرد که سرشار از کلمات پرشور و پراحساس بودند.

## متن ترانه
مرا ببوس، مرا ببوس
برای آخرین بار، تو را خدا نگهدار که می‌روم به سوی سرنوشت
بهار ما گذشته، گذشته‌ها گذشته، منم به جستجوی سرنوشت
در میان طوفان هم پیمان با قایقران‌ها
گذشته از جان باید بگذشت از توفان‌ها
به نیمه شب‌ها دارم با یارم پیمان‌ها
که بر فروزم آتش‌ها در کوهستان‌ها
شب سیه سفر کنم، ز تیره راه گذر کنم
نگه كن ای گل من، سرشک غم به دامن، برای من میفکن
دختر زیبا امشب بر تو مهمانم، در پیش تو می‌مانم، تا لب بگذاری بر لب من
دختر زیبا از برق نگاه تو، اشک بی گناه تو، روشن سازد یک امشب من
ستاره مرد سپیده دم، چو یک فرشته یارم، نهاده دیده برهم،
میان پرنیان غنوده بود.
در آخرین نگاهش نگاه بی گناهش، سرود واپسین سروده بود.
بین که من از این پس دل در راه دیگر دارم.
به راه دیگر شوری دیگر در سر دارم
به صبح روشن باید از آن دل بردارم، که عهد خونین با صبحی
روشن‌تر دارم…‌ها
مرا ببوس
این بوسه وداع
بوی خون می‌دهد

## خواننده
این اثر در ابتدا با صدای خواننده‌ای با نام هنری «پروانه» اجرا شد ولی مورد اقبال عمومی واقع نگشت اما با اجرای «حسن گل‌نراقی» رنگی دیگر به خود گرفت و تبدیل به اثری ماندگار شد.
حسن گل‌نراقی در سال ۱۳۰۰ خورشیدی در کوچهٔ آبشار خیابان ری در تهران به‌دنیا آمد. بعد از تحصیلات متوسطه، به کار پدری خود که خرید و فروش بلور و چینی عتیقه بود پرداخت. او کم‌کم در رشتهٔ عتیقه‌شناسی کارشناسی ارزنده شد و دست‌اندرکاران این رشته نظر او را قبول داشتند. حسن گل‌نراقی سال‌ها در سرای بلورفروش‌های بازار تهران کسب و کار مختصری و متوسطی داشت. در کار و کاسبی قانع و درست‌کار بود و تا آخر عمر مورد احترام بازرگانان و صنف بلور و چینی بود. او قدی بلند و مویی سفید داشت، و آرام و شمرده صحبت می‌کرد. حسن گل‌نراقی خواننده‌ای غیر حرفه‌ای بود و با ترانه «مرا ببوس» نامش در فهرست خوانندگان ایران قرار گرفت. از او آهنگ دیگری به نام «ستاره مرد» هم باقیست که هرگز به محبوبیت ترانه «مرا ببوس» نرسید. وی در مهر ماه ۱۳۷۲ دیده از جهان فروبست. وقتی برای او در تهران مجلس یاد بود گرفتند، جمع روشنفکرانی که در مجلس ختم او شرکت کردند بیش از تجار و تیمچه داران بازار سنتی ایران بود که به حکومت رسیده بودند.

## شاعر
«حیدر رقابی» یا حیدر علی رقابی متخلص به «هاله» از فعالان سیاسی دهه ۱۳۳۰ ایران بود. پدرش باجناغ «حاج حسن شمشیری» از هوادارن «مصدق»، و «دخل‌دار» چلوکبابی او بود و مادرش با مادر «بیژن ترقی»، ترانه‌سرای معروف، دختر عمو بوده‌است. او از نظر گرایش و بینش سیاسی، فردی ملی‌گرا و در عین حال فعال به‌شمار می‌رفته‌است. حیدر رقابی در سال پایان دهه ۱۳۶۰ چشم بر جهان فروبست.
در خواندن تعریفی که «بیژن ترقی» از «حیدر رقابی» دارد، نوع فعالیت سیاسی او را بیشتر به شکل «به هم ریختن بساط مخالفان»، و «به دفعات مکرر، مجروح و راهی بیمارستان شدن» می‌بینیم.

## پیشینه
آهنگ ترانهٔ «مرا ببوس» برای موسیقی متن فیلم «اتهام» ساخته «شاپور یاسمی» که در اردیبهشت ماه سال ۱۳۳۵ روی پرده رفت، ساخته شد. این ترانه در یکی از صحنه‌های فیلم با صدای «پروانه»، و با لب‌خوانی «ژاله علو» خوانده شد. جدا از قصه سطحی فیلم، آهنگ و شعر «مرا ببوس» که در صحنهٔ وداع مادری با دختر خود اجرا می‌شود، به دل‌ها می‌نشیند.
در آن فیلم «ژاله علو» نقش زنی را داشت که شوهر سابقش را به سزای خیانتی که به او کرده به قتل رسانده، و حالا پس از ماجراهای بعدی عاقبت خود را به پلیس معرفی کرده‌است. در صحنه‌ای که زن با دختر کوچک خود وداع می‌کند و به سوی زندان و مجازات روانه می‌شود، این ترانه را می‌خواند. «ژاله علو» بازیگر نقش زن در این فیلم، می‌گوید: «خانم پروانه خوانندهٔ تُرک‌زبانی بود که آن روزها با ترانه «آن بام بلند» معروف شد، و در فیلم «اتهام» که من به اتفاق «ناصر ملک مطیعی» در آن ایفای نقش می‌کردم، به جای من خواند. من در شب جدایی با دختر کوچکم این ترانه را در متن فیلم لب‌خوانی می‌کردم…»
«پروانه» خواننده‌ای بود از تُرکان قشقائی که صدایی گرم و مطبوع داشت. آهنگ معروف افغانی «آن بام بلند که می‌بینی بام من است» را او سر زبان‌ها انداخت و برای مدتی جزو نام‌داران آواز آن زمان بود. «مجید وفادار» بهترین آهنگ‌هایش را در اختیار پروانه گذاشت. از جمله شعر و آهنگ «مرا ببوس» که هیچ‌کس آن را جدی نگرفت و توفیقی نیافت. آنچه که «پروانه» روی آهنگ «مجید وفادار»، خوانده، در واقع یک بند، و در اصل همان شعر «مرا ببوس» چاپ شده در کتاب «آسمان اشک» سروده «حیدر رقابی» است.
مجید وفادار می‌گوید:
«... در این دوره من گه‌گاهی برای فیلم‌ها هم، آهنگ می‌ساختم. یادم می‌آید یکی از این فیلم‌ها اتهام نام داشت. تهیه‌کنندگان فیلم از من یک آهنگ نو خواستند و من برای این فیلم، آهنگی ساختم که بعدها به‌نام مرا ببوس معروف شد … به یاد می‌آورم روزهایی را که این آهنگ سر زبان‌ها افتاده بود و داستان‌هایی را که برای آن ساخته بودند … این آهنگ شاید نقطه عطف موسیقی جاز ایران بود…»